# 三ヶ日バスストップ
三ヶ日バスストップ（みっかびバスストップ）は、静岡県浜松市浜名区の東名高速道路・三ヶ日インターチェンジ北西の本線上に設置された高速バスの停留所である。東名三ヶ日（とうめいみっかび）とも呼ばれる。
東名ハイウェイバスの急行便と特急便「東名ライナー」、中部国際空港リムジンバス「e-wing」、浜松～大阪間高速バス「大阪イーライナー/浜松エクスプレス大阪号」が停車する。
近くに簡素な無料駐車場を備えている。

## 歴史
- 1969年6月10日 - 開設
- 2007年10月11日 - 下り線、東京方へ305m移設
- 2007年10月17日 - 上り線、東京方へ325m移設

## 隣接のバス停
- 東名ハイウェイバス（下り：名古屋駅行　上り：静岡駅行）
豊橋北BS - 三ヶ日BS- 浜名湖BS
- e-wing（クローズドドアシステムにより、中部国際空港方面のみ利用可）
（東名豊川） - 東名三ヶ日 - （浜松西IC駐車場）
- 大阪イーライナー/浜松エクスプレス大阪号（クローズドドアシステムにより、京都・大阪・USJ方面のみ利用可）
京都深草 - 東名三ヶ日 - （東名舘山寺）
- 京都イーライナー（クローズドドアシステムにより、長島温泉・京都方面のみ利用可）
長島温泉 - 東名三ヶ日 - （東名舘山寺）

## 乗り換え
- 三ヶ日オレンジふれあいバス北線
  - 岡本バス停から徒歩2分「只木行、本坂行、三ヶ日総合福祉センター行」（土休日、年末年始運休）
- 天竜浜名湖鉄道天竜浜名湖線
  - 三ヶ日駅から北へ徒歩40 - 45分

## 距離
- 東京駅から270.8km